# Herbert Drury
Herbert Drury (né le 2 mars 1895 à Midland au Canada — mort le 1er juillet 1965 à Pittsburgh aux États-Unis) est un joueur professionnel américain de hockey sur glace ; il évolue au poste de défenseur.

## Biographie
Herbert Drury est né le 2 mars 1895 à Midland, en Ontario au Canada ; il joue avec les Midland Seniors dans l'Association de hockey de l'Ontario senior en 1914-1915 puis avec les Port Colborne Seniors la saison suivante. Après avoir rejoint la ville de Pittsburgh aux États-Unis en 1916, il s'engage dans l'armée américaine lors de la Première Guerre mondiale.
Trois ans après, il obtient la nationalité américaine à la suite de son service durant la guerre. Il participe en 1920 avec l'équipe des États-Unis au premier tournoi olympique qui a lieu dans la ville d'Anvers. Il est un des quatre joueurs des États-Unis à être nés au Canada, Francis Synnott et les frères McCormick, Joseph et Lawrence étant les deux autres.
Comme sept équipes participent au tournoi, il est décidé de distribuer les médailles selon le « système Bergvall » : l'une des sept équipe est tirée au sort et exemptée du premier tour – la France. La première phase se joue avec six matchs au premier tour puis les trois vainqueurs et l'équipe exempte du premier tour se rencontrent. Une finale est organisée à l'issue de laquelle, la médaille d'or est donnée à la meilleure équipe. Par la suite, les trois équipes éliminées par l'équipe championne participent à une deuxième phase avec une équipe exemptée de premier tour. L'équipe qui sort victorieuse de ce tour reçoit la médaille d'argent. Enfin, les trois équipes éliminées par les deux équipes médaillées se rencontrent dans une troisième phase afin d'attribuer la médaille de bronze.
En quarts de finale, les Américains battent les Suisses en quart de finale 29-0, avec six buts inscrits par Drury. Au deuxième tour, la Suède élimine la France sur le score de 4-0 alors que les États-Unis jouent contre le Canada représenté par les Falcons de Winnipeg. La rencontre la plus attendue du tournoi entre les Américains et les Canadiens a lieu le 25 avril et est arbitrée par le Français Alfred de Rauch. Les deux équipes se neutralisent lors de la première moitié du match ; lors de la deuxième mi-temps, Frank Fredrickson est le premier à tromper Raymond Bonney, le portier américain, puis Konrad Johannesson l'imite pour donner la victoire aux siens 2-0 et un blanchissage de Byron,.
Drury remporte deux médailles d'argent avec l'équipe des États-Unis lors des deux premières apparitions du hockey aux Jeux olympiques en 1920 et 1924. Avec 22 buts marqués, il termine 2e buteur et 4e pointeur des Jeux de 1924 derrière les canadiens vainqueurs du tournoi. C'est notamment lui qui marque le seul but de son équipe dans le match contre les Canada. Le 26 septembre 1925, il signe un contrat professionnel avec les Pirates de Pittsburgh de la Ligue nationale de hockey. Il joue les cinq saisons dans la Ligue nationale de hockey des Pirates, les suit quand ils sont délocalisés et deviennent les Quakers de Philadelphie et il prend sa retraite à la suite de la saison 1930-1931.

## Statistiques
| Saison     | Équipe                      | Ligue           |     | Saison régulière | Saison régulière | Saison régulière | Saison régulière | Saison régulière |   | Séries éliminatoires | Séries éliminatoires | Séries éliminatoires | Séries éliminatoires | Séries éliminatoires |
| Saison     | Équipe                      | Ligue           | PJ  | B                | A                | Pts              | Pun              | PJ               | B | A                    | Pts                  | Pun                  |                      |                      |
| 1914-1915  | Midland Seniors             | OHA-Sr.         | 1   | 2                | 0                | 2                |                  |                  |   |                      |                      |                      |                      |                      |
| 1915-1916  | Port Colborne Seniors       | OHA-Sr.         | 1   | 0                | 0                | 0                | 0                |                  |   |                      |                      |                      |                      |                      |
| 1916-1917  | Saints de St. Paul          | Exhib.          |     |                  |                  |                  |                  |                  |   |                      |                      |                      |                      |                      |
| 1916-1917  | Pittsburgh AA               | Exhib.          | 6   | 0                | 1                | 1                | 6                |                  |   |                      |                      |                      |                      |                      |
| 1917-1918  | Pittsburgh AA               | USAHA           | 12  | 10               | 0                | 10               |                  |                  |   |                      |                      |                      |                      |                      |
| 1920       | États-Unis                  | Jeux olympiques | 4   | 14               | 0                | 14               |                  |                  |   |                      |                      |                      |                      |                      |
| 1921-1922  | Stars de Pittsburgh         | USAHA           |     |                  |                  |                  |                  |                  |   |                      |                      |                      |                      |                      |
| 1922-1923  | Yellowjackets de Pittsburgh | USAHA           | 20  | 5                | 0                | 5                |                  |                  |   |                      |                      |                      |                      |                      |
| 1923-1924  | Yellowjackets de Pittsburgh | USAHA           | 2   | 2                | 0                | 2                |                  | 13               | 5 | 0                    | 5                    |                      |                      |                      |
| 1924       | États-Unis                  | Jeux olympiques | 5   | 22               | 3                | 25               |                  |                  |   |                      |                      |                      |                      |                      |
| 1924-1925  | Yellowjackets de Pittsburgh | USAHA           | 33  | 7                | 0                | 7                |                  | 8                | 4 | 0                    | 4                    |                      |                      |                      |
| 1925-1926  | Pirates de Pittsburgh       | LNH             | 33  | 6                | 2                | 8                | 40               | 2                | 1 | 0                    | 1                    | 0                    |                      |                      |
| 1926-1927  | Pirates de Pittsburgh       | LNH             | 42  | 5                | 1                | 6                | 48               |                  |   |                      |                      |                      |                      |                      |
| 1927-1928  | Pirates de Pittsburgh       | LNH             | 44  | 6                | 4                | 10               | 44               | 2                | 0 | 1                    | 1                    | 0                    |                      |                      |
| 1928-1929  | Pirates de Pittsburgh       | LNH             | 43  | 5                | 4                | 9                | 49               |                  |   |                      |                      |                      |                      |                      |
| 1929-1930  | Pirates de Pittsburgh       | LNH             | 27  | 2                | 0                | 2                | 12               |                  |   |                      |                      |                      |                      |                      |
| 1930-1931  | Quakers de Philadelphie     | LNH             | 24  | 0                | 2                | 2                | 10               |                  |   |                      |                      |                      |                      |                      |
| Totaux LNH | Totaux LNH                  | Totaux LNH      | 213 | 24               | 13               | 37               | 203              | 4                | 1 | 1                    | 2                    |                      |                      |                      |

## Honneurs et récompenses
- 1920 :  Jeux olympiques
- 1924 :  Jeux olympiques